# THE MUSEUM II
『THE MUSEUM II』（ザ・ミュージアム・ツー）は、水樹奈々の2枚目のベストアルバム。2011年11月23日にキングレコードから発売された。

## 概要
前作『THE MUSEUM』から約4年9か月ぶりのリリースとなるベストアルバム。『THE MUSEUM』以降に発売されたシングル作品の表題曲11曲、カップリング曲3曲、新曲1曲、アレンジ楽曲2曲が収録されている。
CD＋Blu-ray盤とCD+DVD盤の2種類の仕様で発売され、Blu-rayとDVDには2010年12月4日に中野サンプラザにて行われた『NANA CLIPS 5』発売記念イベント『中野サンプラザ座長公演“水樹奈々大いに唄う 弐”』の模様と9月3日に日本武道館で収録された「POP MASTER」のPVを収録している。
CD初収録となる「ROMANCERS' NEO」は、PSPゲーム『魔法少女リリカルなのはA's PORTABLE -THE GEARS OF DESTINY-』のオープニングテーマに起用されている。また、ライナーノーツはレコーディングより先に発注された為レコーディング当日の歌詞変更に伴う正誤案内表と正しい歌詞カードが添付されている。
「SUPER GENERATION -MUSEUM STYLE-」は、13枚目のシングル「SUPER GENERATION」をMUSEUM STYLEとして再レコーディングされたリアレンジバージョンであり、アルパ奏者の上松美香がレコーディングに参加している。

### 主な記録
2011年12月5日付のオリコン週間アルバムチャートで3位を獲得。水樹のアルバム作品が週間チャートでTOP3入りを果たすのは『GREAT ACTIVITY』から4作連続。なお、ベストアルバムでは初のTOP3入りを果たした。推定売上枚数は82,649枚を記録した。累計では、2012年3月現在、シングル・アルバムを通して最高売上。
オリコンデイリーチャートでは11月22日、11月23日付で最高位の2位、11月24日、11月25日、11月26日、11月28日付で3位、11月27日付で4位を獲得し、7日連続でデイリーチャートTOP5入りを果たした。
2011年11月度のオリコン月間アルバムチャートで6位を獲得。水樹のアルバム作品が月間チャートへのランクインを果たすのは6枚目のオリジナルアルバム『GREAT ACTIVITY』から4作連続。
2011年度のオリコン年間アルバムチャートで58位を獲得。水樹のアルバム作品が年間チャートTOP100にランクインを果たすのは7枚目のオリジナルアルバム『ULTIMATE DIAMOND』から3作連続。3作の年間アルバムチャートTOP100入りは声優として初。
2011年12月5日付のBillboard JAPAN Top Albumsで3位、2011年11月21日から11月27日調査分のサウンドスキャンの週間アルバムCDソフトTOP20では4位を獲得した。
日本レコード協会から2011年12月度のゴールド認定作品に認定された。水樹のアルバム作品がゴールドディスクに認定されるのは7枚目のオリジナルアルバム『ULTIMATE DIAMOND』から3作連続、通算4作目。

## 批評
CDジャーナルは、「ポップな曲の中に叙情性の楽曲が組み込まれておりはグッとくる作品である。」と評した。

## 収録曲

### CD
1. SECRET AMBITION [4:24]
作詞：水樹奈々、作曲：志倉千代丸、編曲：藤間仁（Elements Garden）
  - テレビアニメ『魔法少女リリカルなのはStrikerS』前期オープニングテーマ
2. MASSIVE WONDERS [4:15]
作詞：水樹奈々、作曲・編曲：矢吹俊郎
  - テレビアニメ『魔法少女リリカルなのはStrikerS』後期オープニングテーマ
  - 日本テレビ『汐留☆イベント部』8月度エンディングテーマ
3. Astrogation [4:31]
作詞：Hibiki、作曲・編曲：陶山隼
  - 日本テレビ系列『音楽戦士 MUSIC FIGHTER』2008年2月度オープニングテーマ
4. Trickster  [3:49]
作詞：水樹奈々、作曲・編曲：上松範康 （Elements Garden）
  - 『アニメロミックス』CMソング
  - 日本テレビ系列『音楽戦士 MUSIC FIGHTER』2008年10月度パワープレイ
5. 深愛 [4:53]
作詞：水樹奈々、作曲：上松範康（Elements Garden）、編曲：藤間仁（Elements Garden）
  - テレビアニメ『WHITE ALBUM』オープニングテーマ
  - 日本テレビ系列放送『音楽戦士 MUSIC FIGHTER』2009年1月パワープレイ
6. 夢幻 [4:22]
作詞：水樹奈々、作曲：上松範康（Elements Garden）、編曲：藤田淳平（Elements Garden）
  - テレビアニメ『WHITE ALBUM』オープニングテーマ
  - 『アニメロミックス』CMソング
7. PHANTOM MINDS [3:43] 
作詞：水樹奈々、作曲：吉木絵里子、編曲：陶山隼・弦一徹（弦）
  - 劇場版アニメ『魔法少女リリカルなのは The MOVIE 1st』主題歌
  - 日本テレビ系列『音楽戦士 MUSIC FIGHTER』2010年1月度パワープレイ
8. Silent Bible [4:09]
作詞：水樹奈々、作曲：母里治樹（Elements Garden）、編曲：菊田大介（Elements Garden）
  - PSPゲーム『魔法少女リリカルなのはA's PORTABLE -THE BATTLE OF ACES-』オープニングテーマ
9. SCARLET KNIGHT [4:10]
作詞：水樹奈々、作曲・編曲：藤間仁（Elements Garden）
  - テレビアニメ『DOG DAYS』オープニングテーマ
  - テレビ朝日『お願い!ランキング』4月度エンディングテーマ
  - 愛媛朝日テレビ『Love Chu!Chu!』4月度エンディングテーマ
10. POP MASTER [4:43]
作詞・作曲：水樹奈々、編曲：藤間仁（Elements Garden）
  - 日本テレビ系列『第31回全国高等学校クイズ選手権』応援ソング
  - アイドル育成携帯ゲーム「アイドルをつくろう♪」テーマソング
11. 純潔パラドックス  [4:05]
作詞：水樹奈々、作曲：吉木絵里子、編曲：陶山隼
  - TBS・MBS系列放送テレビアニメ『BLOOD-C』エンディングテーマ
12. Pray [4:29]
作詞：Hibiki、作曲・編曲：上松範康（Elements Garden）
  - テレビアニメ『魔法少女リリカルなのはStrikerS』第24話挿入歌
13. COSMIC LOVE [4:30]
作詞：園田凌士、作曲・編曲：藤田淳平（Elements Garden）
  - テレビアニメ『ロザリオとバンパイア』オープニングテーマ
  - ニンテンドーDS版『ロザリオとバンパイア 七夕のミス陽海学園』オープニングテーマ
14. DISCOTHEQUE [3:57]  
作詞：園田凌士、作曲・編曲：上松範康 （Elements Garden）
  - テレビアニメ『ロザリオとバンパイア CAPU2』オープニングテーマ
  - 日本テレビ系列『スッキリ!!』2008年9月度エンディングテーマ
15. 迷宮バタフライ -diverse- [5:05] 
作詞：PEACH-PIT・斉藤恵、作曲：dAicE、編曲：藤田淳平（Elements Garden）
16. ROMANCERS' NEO [4:51]
作詞：Hibiki、作曲：上松範康（Elements Garden）、編曲：藤田淳平（Elements Garden）
  - PSPゲーム『魔法少女リリカルなのはA's PORTABLE -THE GEARS OF DESTINY-』オープニングテーマ

水樹によれば、なのは達の生き様を描いた「ドラマチックで疾走感溢れる楽曲」であるという[8]。
17. SUPER GENERATION -MUSEUM STYLE- [6:02]
作詞・作曲：水樹奈々・編曲：藤間仁（Elements Garden）

### 映像

#### PV
POP MASTER MUSIC CLIP （2011年9月3日日本武道館にて収録されたMUSIC CLIP）
サポートメンバー
- 北島健二
- 市川祥治
- 田中章弘
- ダンサー「TEAM YO-DA」

#### 水樹奈々大いに唄う 弐
中野サンプラザ座長公演  水樹奈々大いに唄う 弐 （2010年12月4日収録）

#### 収録内容
| 第一部                | 第一部                    |
| --------------------- | ------------------------- |
| 01                    | 恋の抑止力 -type EXCITER- |
| 02                    | PRIDE OF GLORY            |
| 03                    | MC                        |
| 04                    | 想い                      |
| 05                    | Young Alive!              |
| 第二部 異説龍馬維新伝 |                           |
| 06                    | 新撰組登場                |
| 07                    | オープニング              |
| 08                    | 龍馬登場                  |
| 09                    | 桂小五郎・西郷隆盛 登場   |
| 10                    | おりょう・千葉さな子 登場 |
| 11                    | 薩摩藩邸での会合          |
| 12                    | 『天城越え』              |
| 13                    | 薩長同名成立              |
| 14                    | 近江屋襲来                |
| 15                    | 新撰組との決闘            |
| 16                    | 『川の流れのように』      |
| 17                    | カーテンコール            |

#### 出演者
- 坂本龍馬 - 水樹奈々
- 中岡慎太郎 - 杉田智和
- 楢崎龍（お龍） - 水沢史絵
- 千葉さな子 - 福圓美里
- 近藤勇 - 保村真
- 土方歳三 - 小西克幸
- 沖田総司 - 名塚佳織
- 桂小五郎 - 速水奨
- 西郷隆盛 - 松本保典
- 佐藤洸
- 小森秀一
- 佐々木悠二
- 片山史雄
- 今村B
- 田中美唯
- 倭文俊
- 尾崎伊奈
- ナレーション - 内海賢二
- 司会 三嶋章夫
- ダンサー「TEAM YO-DA」（NAOMI、TOMO、SHIZUKA、MARINA）